# 成永红
成永红，西安交通大学电气工程学院教授，主要从事电介质材料性能提高、电力设备绝缘检测与诊断技术等方面的研究工作。入选中华人民共和国教育部2009年度"长江学者"特聘教授、“新世纪优秀人才”。